# FUMIYA FUJII ANNIVERSARY BEST“25/35” R盤
『FUMIYA FUJII ANNIVERSARY BEST“25/35” R盤』（フミヤ フジイ アニバーサリー ベスト“25/35” アールバン）は藤井フミヤ通算5枚目のベスト・アルバム。2018年7月18日ソニー・ミュージックダイレクトから発売された。

## 概要
『FUMIYA FUJII ANNIVERSARY BEST“25/35” L盤』と同日発売。
2018年にチェッカーズとしてデビューから35周年、ソロデビュー25周年を迎えたフミヤ。今回の企画は、1993年11月10日リリース「TRUE LOVE」からアルバム「大人ロック」まで、ソロデビュー後3つのレーベルよりリリースした楽曲からファンのリクエストを基に上位100曲を選出。レーベルの垣根を超えた形でシャッフルされた100曲を、ポニーキャニオン・ソニーミュージック両社より50曲ずつ3枚組のベスト2作品を同時リリース。ジャケットも2作左右に並べるとフミヤの顔が完成する両社共同仕様。CDはBlu-spec2を使用。

## 収録曲

### 〔DISC 1〕
1. 女神 （エロス）
2. 落陽
3. Little Sky
4. DAYS
5. TWO PUNKS
6. ハートブレイク
7. 魔法の手
8. First Love
9. ALIVE
10. RAIN STORY
11. 三日月
12. わらの犬
13. 透明なバタフライ
14. 風の時代 （Album Mix）
15. ときめきのリズム
16. Stay with me.

### 〔DISC 2〕
1. Moonlight magic （Album Mix）
2. MY STAR
3. "Doo-bee Doo-bee" Freedom
4. UPSIDE DOWN
5. HOW COOL
6. White Sky
7. TRUE LOVE （Re Take Version）
8. Snow Crystal （Re Take Version）
9. Another Orion （Re Take Version）
10. タイムマシーン （Re Take Version）
11. Good day
12. EROTIC
13. 100年PARK
14. 勝利の空へ
15. 土砂降り
16. さまよう果実
17. ENDROLL

### 〔DISC 3〕
1. トワイライト
2. Endless Snow
3. Be with you
4. ALL 愛 NEED
5. 地上にない場所
6. キメゼリフ
7. 着メロ
8. なんかいいこと
9. 君に会えてよかった （2012 Album Version）
10. 今、君に言っておこう
11. 僕らの人生
12. 彼女のタンバリン
13. 夜明けの街
14. GIRIGIRIナイト
15. 友よ
16. どっちでもいいよ
17. 愛しいゴースト